# Testudina

#### Testudina terrestris
Testudina terrestris Bizz., 1885 — вид грибов, единственный представитель монотипического рода Testudina в семействе Testudinaceae (порядок Pleosporales, класс Dothideomycetes). Впервые описан в 1885 году на основе экземпляров, собранных в Европе. Этот гриб является сапробом или паразитом, обитающим на гниющей древесине хвойных пород и опавших листьях, и представляет интерес для микологии из-за своей уникальной морфологии и неясного таксономического положения. 

#### Таксономия

##### История классификации
Род Testudina был установлен в 1885 году для вида Testudina terrestris, обнаруженного на древесине хвойных пород (Abies и Pinus) в Европе. Изначально род относился к семейству Cephalothecaceae, затем был перенесен в Pseudeurotiaceae, а позже выделен в отдельное семейство Testudinaceae на основе морфологических признаков, таких как темные аскоматы и битюникатные аски с односетчатыми спорами. Современные классификации подтверждают принадлежность рода к Testudinaceae в порядке Pleosporales, хотя отсутствие молекулярных данных затрудняет окончательное подтверждение. Синонимичное название Zopfia terrestris не принимается, так как Testudina terrestris имеет приоритет. Для уточнения таксономии необходимы новые сборы и молекулярные исследования. 

#### Этимология
Название рода Testudina происходит от латинского testudo («черепаха»), что, вероятно, связано с текстурой или формой аскоматов, напоминающих панцирь черепахи. Видовой эпитет terrestris указывает на наземный образ жизни гриба.

#### Описание

##### Морфология
Testudina terrestris характеризуется следующими признаками:
- Плодовые тела (аскоматы): Поверхностные, шаровидные или бугорчатые, темно-коричневые или черные, с углеродистой стенкой, содержащей частицы субстрата. Аскоматы плотно прикреплены к субстрату и трудно отделяются.
- Перидий: Состоит из толстостенных коричневых клеток, расположенных радиально, что придает аскоматам прочность.
- Аски: Битюникатные (двустенные), от овальных до шаровидных или широко-клювообразных, с коротким стебельком, содержат 8 спор.
- Аскоспоры: Коричневые, односетчатые (с одной перегородкой), слегка суженные в месте перегородки, с сетчатой стенкой, что является диагностическим признаком.
- Бесполая форма: Пикнидии удлиненные, темно-коричневые, часто с длинными стебельками, содержат одноклеточные гиалиновые конидии.

#### Экология и распространение
Testudina terrestris — сапробный или паразитический гриб, обитающий на гниющей древесине хвойных пород (Abies, Pinus) или опавших листьях Taxus (тис) в лесных экосистемах Европы. Зарегистрирован в Бельгии, Дании, Германии и Великобритании, но точные данные о распространении ограничены из-за редкости находок. Как сапроб, он участвует в разложении органического материала, а как паразит может поражать другие грибы, хотя конкретные хозяева не уточнены.

#### Значение
Testudina terrestris представляет научный интерес из-за своего уникального положения в семействе Testudinaceae и ограниченных данных о его экологии и генетике. Как сапроб, гриб способствует круговороту питательных веществ в лесных экосистемах, разлагая органический материал. Отсутствие молекулярных данных делает его важным объектом для будущих исследований, направленных на уточнение таксономии Pleosporales.

## Класифікація
До роду Testudina відносять 1 вид:
- Testudina terrestris